# Руис Бласко, Хосе
Хосе Руис Бласко (исп. José Ruiz y Blasco; 12 апреля 1838, Малага, Андалусия, Испания — 3 мая 1913, Барселона) — испанский художник, педагог, учитель рисования. Отец художника Пабло Пикассо.

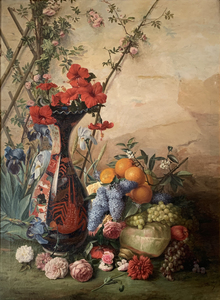
Натюрморт

## Биография

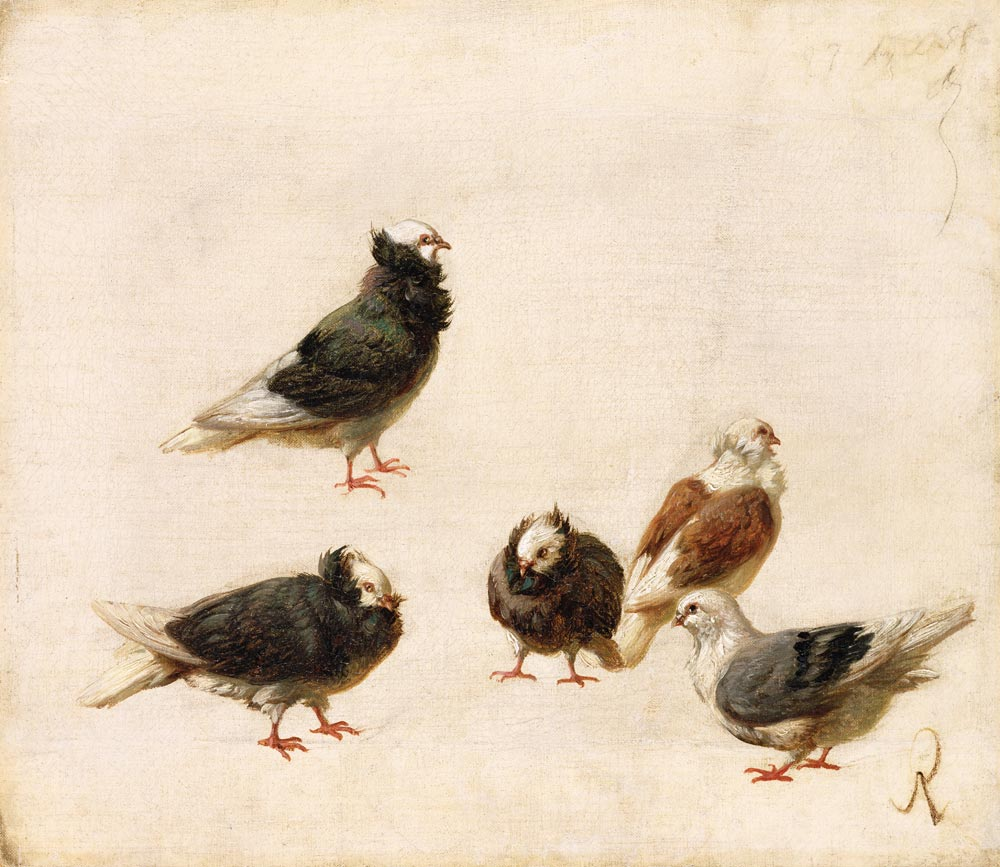
Голуби

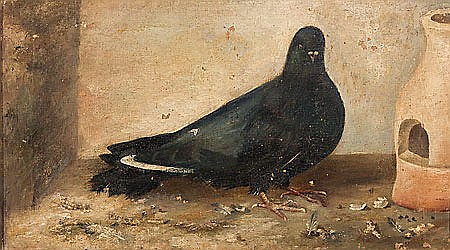
Голубь

Родился восьмым из 11 детей в семье. В декабре 1880 г. женился на Марии Франсиске Мануэле Пикассо и Лопес (1855—1939), которая была на семнадцать лет моложе его, от которой у него было трое детей: Пабло (1881—1973), Долорес (1884—1958) и Консепсьон (1887—1895). Его дочь Консепсьон, известная как Кончита, умерла от туберкулёза в возрасте семи лет..
Работал учителем рисования в Провинциальной школе изящных искусств. С 7-летнего возраста давал уроки рисования своему сыну Пабло.
Художник-натуралист, его картины, в основном, были сосредоточены на фигурах различных птиц. Автор натюрмортов, пейзажей.
В 1891 году переехал в Ла-Корунья, где преподавал в школе изящных искусств, а Пабло посещал его классы декоративного рисования. Был директором Городского музея. В 1895 году отправился в Барселону, где также преподавал в школе изящных искусств («Ла Лонха»).